# Eriochiton brittini
Eriochiton brittini är en insektsart som beskrevs av Hodgson och Henderson 1996. Eriochiton brittini ingår i släktet Eriochiton och familjen filtsköldlöss. Inga underarter finns listade i Catalogue of Life.